# Championnat de France de hockey sur glace 1980-1981
Saison précédente Saison suivante
La saison 1980-1981 est la 60e saison du championnat de France de hockey sur glace. Le championnat élite porte le nom de Nationale A.

## Nationale A

### Équipes engagées
Elles sont au nombre de 10 :
- Tours
- Chamonix
- Gap
- Grenoble
- Saint-Gervais
- Villard-de-Lans
- Caen
- Megève
- Viry-Châtillon
- Lyon

### Première phase
Toutes les équipes se rencontrent sur un aller-retour. Les résultats définissent la constitution des poules lors de la 2e phase.

#### Classement
|     | Club            | J  | Pts | V  | N | D  | BP  | BC  | Diff |
| --- | --------------- | -- | --- | -- | - | -- | --- | --- | ---- |
| 1er | Villard-de-Lans | 18 | 27  | 12 | 3 | 3  | 101 | 71  | +30  |
| 2e  | Chamonix        | 18 | 25  | 12 | 1 | 5  | 117 | 72  | +45  |
| 3e  | Tours           | 18 | 25  | 11 | 3 | 4  | 103 | 84  | +19  |
| 4e  | Grenoble        | 18 | 23  | 10 | 3 | 5  | 106 | 78  | +28  |
| 5e  | Viry-Châtillon  | 18 | 19  | 8  | 3 | 7  | 86  | 76  | +10  |
| 6e  | Megève          | 18 | 19  | 9  | 1 | 8  | 95  | 106 | -11  |
| 7e  | Saint-Gervais   | 18 | 18  | 9  | 0 | 9  | 118 | 105 | +13  |
| 8e  | Gap             | 18 | 13  | 5  | 3 | 10 | 99  | 109 | -10  |
| 9e  | Caen            | 18 | 6   | 3  | 0 | 15 | 53  | 117 | -64  |
| 10e | Lyon            | 18 | 5   | 1  | 3 | 14 | 72  | 132 | -60  |

#### Meilleurs pointeurs
|     | Nom                | Club       | B  | A  | Pts |
| --- | ------------------ | ---------- | -- | -- | --- |
| 1er | Luc Tardif         | Chamonix   | 41 | 29 | 70  |
| 2e  | Normand Pépin      | Megève     | 31 | 27 | 58  |
| 3e  | Guy Dupuis         | Villard    | 30 | 28 | 58  |
| 4e  | Marcel Dumais      | St-Gervais | 24 | 24 | 48  |
| 5e  | Jean Vassieux      | Villard    | 15 | 30 | 45  |
| 6e  | Philippe Rey       | Chamonix   | 20 | 22 | 42  |
| 7e  | Paulin Bordeleau   | Tours      | 26 | 14 | 40  |
| 8e  | Marc Audisio       | St-Gervais | 23 | 15 | 38  |
| 9e  | J-M Boissonnier    | St-Gervais | 22 | 16 | 38  |
| 10e | Jacques Vouillamoz | Chamonix   | 18 | 18 | 36  |

### Deuxième phase
2 poules sont constituées :
- une poule finale regroupant les 6 meilleures équipes de la phase préliminaire, qui se rencontrent à nouveau en aller-retour. Les points de la première phase sont conservés mais ne comptent que pour la moitié de ceux obtenus en phase finale (quatre points pour une victoire et deux pour un match nul). L'équipe première au classement final est championne de France.
- une poule de promotion/relégation regroupant les 4 équipes restantes avec deux équipes provenant de Nationale B et se rencontrant en aller-retour. Les deux dernières équipes au classement final étant reléguées en Nationale B.

#### Poule Finale
|     | Club            | J  | Pts | V | N | D  | BP | BC | Diff |
| --- | --------------- | -- | --- | - | - | -- | -- | -- | ---- |
| 1er | Grenoble        | 10 | 53  | 6 | 3 | 1  | 62 | 27 | +35  |
| 2e  | Tours           | 10 | 53  | 7 | 0 | 3  | 63 | 39 | +24  |
| 3e  | Chamonix        | 10 | 51  | 6 | 1 | 3  | 66 | 52 | +14  |
| 4e  | Viry-Châtillon  | 10 | 41  | 5 | 1 | 4  | 37 | 36 | +1   |
| 5e  | Villard-de-Lans | 10 | 37  | 2 | 1 | 7  | 38 | 53 | -15  |
| 6e  | Megève          | 10 | 19  | 0 | 0 | 10 | 32 | 91 | -59  |

#### Meilleurs pointeurs
|     | Nom                 | Club     | B  | A  | Pts |
| --- | ------------------- | -------- | -- | -- | --- |
| 1er | Luc Tardif          | Chamonix | 21 | 13 | 34  |
| 2e  | Paulin Bordeleau    | Tours    | 17 | 9  | 26  |
| 3e  | Guy Galiay          | Tours    | 11 | 10 | 21  |
| 4e  | Philippe Treille    | Grenoble | 16 | 4  | 20  |
| 5e  | Bernard Chamberland | Viry     | 11 | 7  | 18  |
| 6e  | Aram Kevorkian      | Viry     | 7  | 11 | 18  |
| 7e  | Daniel Grillon      | Chamonix | 6  | 12 | 18  |
| 8e  | Jean Vassieux       | Villard  | 5  | 13 | 18  |
| 9e  | Gary Brown          | Grenoble | 9  | 8  | 17  |
|     | Philippe Rey        | Chamonix | 9  | 8  | 17  |

#### Poule de Promotion/Relégation
N.B. : En vertu du classement de la première phase, Saint-Gervais a commencé avec quatre points de bonus et Gap avec deux. Épinal, champion de Nationale B a droit à un point de bonus.
|   | Club          | J       | Pts     | V       | N       | D       | BP      | BC      | Diff    |
| - | ------------- | ------- | ------- | ------- | ------- | ------- | ------- | ------- | ------- |
| 1 | Saint-Gervais | 8       | 17      | 6       | 1       | 1       | 67      | 39      | +28     |
| 2 | Gap           | 8       | 12      | 4       | 2       | 2       | 41      | 37      | +4      |
| 3 | Caen          | 8       | 7       | 3       | 1       | 4       | 47      | 46      | +1      |
| 4 | Lyon          | 8       | 7       | 3       | 1       | 4       | 39      | 42      | -3      |
| 5 | Épinal        | 8       | 4       | 1       | 1       | 6       | 43      | 73      | -30     |
| 6 | Meudon        | forfait | forfait | forfait | forfait | forfait | forfait | forfait | forfait |

Meudon et Épinal restent en nationale B.

### Bilan de la saison
1er titre pour les Brûleurs de loups de Grenoble.
- Meilleur joueur français : Philippe Treille (Grenoble).
- Meilleur gardien : Bernard Deschamps (Chamonix).
- Meilleur espoir : Aram Kevorkian (Viry-Châtillon).
- Trophée du fair-play : Villard-de-Lans.
- Meilleur arbitre : Jean-Louis Millon.

#### Effectif champion
| Vainqueurs de la Nationale A Brûleurs de loups de Grenoble | Gardiens de but : Daniel Maric, Jean-Claude Sozzi Défenseurs : Christian Billieras, Larry Huras, Philippe Muscara Attaquants : Gary Brown, Daniel Grando, Bernard Le Blond, Jean Le Blond (C), Jean-Charles Piccinini Entraîneur : Gary Brown |